# 不死咒怨3
《不死咒怨3》（英語：The Grudge 3）是一部2009年美國超自然恐怖片，由托比·威爾金斯執導，布拉德·基恩編劇。這部電影是2006年《鬼謎藏》的續集，也是美國《不死咒怨》電影系列的第三部，由喬安娜·布蘭迪、基爾·麥克金尼、池端惠美、潔迪·霍布森、博·米爾喬夫和肖妮·史密斯主演，馬修·奈特特別出演。堀内愛子和土屋神葉在電影中分别扮演伽椰子和俊雄，松山鷹志扮演的佐伯剛雄使用的是之前拍摄的镜头。
與前几部都被評為PG-13的美國電影不同，《不死咒怨3》因其血腥暴力的畫面和語言而被評為R級。與两部前作不同，這部電影採用線性事件序列。
《不死咒怨3》於2009年5月12日由索尼影業家庭娛樂以影碟形式發行，在美国以外的一些國家则有院线上映。

## 剧情
在第二部电影的事件之后，杰克·金布尔在精神病院接受沙利文医生的照顾。他在几次试图逃跑后被锁在房间里，受到伽椰子的攻击。她的鬼魂无法被看到，在沙利文带着保安人员到达时，杰克已经死了。事件的消息传到了日本东京，伽椰子的妹妹直子意识到这是她姐姐的鬼魂在作祟，于是前往美国伊利诺斯州的芝加哥。
杰克居住的公寓楼正在进行装修。在留下来的少数房客中，有人瞥见了俊雄。与被诅咒的公寓有关的几个人开始陆续死亡，包括勒妮的哑巴女儿布伦达、罗丝的保姆和家里的朋友格蕾琴、莉萨的男友安迪，以及马克斯的老板普拉斯基。沙利文在调查杰克的死亡时，与房客交谈，发现其他人也见过杰克所说的那个小男孩。沙利文对这些信息进行了深入调查，但被伽椰子杀死。
直子搬进来时，伽椰子和俊雄的鬼魂杀死了几个房客和与他们有关的人。她告诉房东一家，诅咒现在就留在公寓里。她想要说服他们参加驱魔仪式，但房东的妹妹莉萨不愿意合作。不过，当她意识到她的哥哥马克斯被诅咒的来源剛雄附身时，她重新考虑了这件事。直子警告说，仪式不能被打断，并告诉莉萨和马克斯的妹妹罗丝，她必须喝下伽椰子的血。莉萨拒绝了。被附身的马克斯意识到直子的企图，杀死了她。莉萨被伽椰子追杀，就在她马上要杀死莉萨时，罗丝喝下了她的血，使她的诅咒消失。
在伽椰子被驱逐后，马克斯惊恐地盯着直子的尸体，她的被害又开始了新的诅咒，直子的鬼魂杀死了他。影片结束时，伽椰子附在罗丝身上。